# Skrzydłokwiat kolumbijski
Skrzydłokwiat kolumbijski, skrzydłolist kolumbijski (Spathiphyllum patinii (R.Hogg) N.E.Br.) – gatunek wieloletnich, wiecznie zielonych roślin zielnych z rodzaju skrzydłokwiat, z rodziny obrazkowatych, występujący w kolumbijskim stanie Antioquia, zasiedlający równikowe lasy deszczowe.